# Jürgen Höritzsch
Jürgen Höritzsch (* 1958 in Karl-Marx-Stadt) ist ein deutscher Maler und Grafiker.

## Biografie
Seine ersten künstlerischen Versuche unternahm der gelernte Informatiker Höritzsch auf dem Gebiet der Fotografie, diese wurden schon bald um bildnerische Experimente mit Fotomontage und -collage erweitert. Wegen der für DDR-Verhältnisse unkonventionellen Darstellungsweise ergaben sich schon bald Konflikte mit staatlichen Organen. Die ohnehin eingeschränkten Möglichkeiten zur Veröffentlichung von Arbeiten wurden weiter beschnitten. Trotzdem gelang es Höritzsch, einige seiner Fotomontagen auf internationalen Ausstellungen (Frankreich, Finnland, UdSSR) zu zeigen.
Innerhalb der DDR konnte er nur im Rahmen von einigen, vom staatlichen Kunstbetrieb unabhängigen Editionen seine Arbeiten veröffentlichen. Zu nennen sind hier: „A3“, „Entwerter/Oder“ und „Der Hase“ (hier ist er selbst einer der Herausgeber).
Eine Bewerbung zum Studium der Fotografie an der Hochschule für Grafik und Buchkunst Leipzig wird auf Betreiben der Organe des Ministeriums für Staatssicherheit abgewiesen.
Die Beschäftigung mit konventionellen grafischen Techniken (Radierung, Siebdruck) und Zeichnung nahm jetzt zunehmend mehr Raum in der künstlerischen Arbeit von Höritzsch ein.
Mit den entstandenen Arbeiten gelang es ihm, Mitte der achtziger Jahre als Autodidakt in den staatlichen Künstlerverband der DDR aufgenommen zu werden. Höritzsch wendet sich nun auch der Malerei zu, weitere fotografische Arbeiten entstanden nicht mehr.
1994 erhielt Höritzsch ein Arbeitsstipendium der Stiftung Kulturfonds der neuen Bundesländer sowie 1997 einen Arbeitsaufenthalt im Künstlerhaus im Schlossgarten in Cuxhaven.
Zu Beginn der neunziger Jahre werden neue Materialien experimentell auf ihre Eignung als grafisches bzw. malerisches Medium untersucht. Im Ergebnis dessen entwickelt Höritzsch ein von ihm als Laminage–Malerei bezeichnetes Verfahren. Dabei entstehen auf Japanpapier mit Hilfe von Tusche und Gummi Arabicum grafische Motive, welche anschließend auf Leinwand appliziert und mit Schellack unterschiedlicher Tönung versiegelt werden. Darauf erfolgt eine Überarbeitung mit Ölfarben. Die entstandenen Bilder beziehen ihren Reiz aus der Synthese von grafischen Elementen und farbstarker Malerei.
Die Bildinhalte sind vorwiegend im realistischen bzw. surrealistischen Bereich angesiedelt, wobei sich meist Bezüge zur Bilderwelt der Massenmedien herstellen lassen.
Parallel zur Malerei gewann ab 2006 die Druckgrafik wieder stärker an Bedeutung, wobei besonders die Radierung als Experimentierfeld für neue Ausdrucksweisen dient.
Höritzsch lebt und arbeitet in Chemnitz, wo er auch im öffentlichen Raum vertreten ist (Wolfsspiel).

## Werke in Sammlungen
- Gellert-Museum Hainichen
- Kupferstichkabinett Dresden
- Kunstfonds des Freistaates Sachsen
- Kunstsammlungen Chemnitz
- Neue Sächsische Galerie, Chemnitz
- Regierungspräsidium Chemnitz